# Siad Barre
Mohamed Siad Barre (în somaleză Maxamed Siyaad Barre, n. 6 octombrie 1919, Shilavo, Soomaali Galbeed, Etiopia – d. 2 ianuarie 1995, Lagos, Statul Lagos, Nigeria) a fost un ofițer și politician comunist somalez, care a îndeplinit funcția de președinte al Republicii Democratice Somalia în perioada 1969-1991.
Născut în Somalia Italiană, Barre a servit în Armata Regală Italiană, participând la Al Doilea Război Italo-Etiopian și în Campania din Africa de Est din al Doilea Război Mondial. Ulterior, după ce Somalia a devenit independentă, Siad Barre a intrat în armata noului stat, ajungând la rangul de general-maior și devenind în 1967 comandantul-șef al Forțelor Armate Somaleze. În 1969, în urma asasinării președintelui Abdirashid Ali Shermarke, armata a dat o lovitură de stat, iar astfel Barre a preluat puterea în Somalia.  

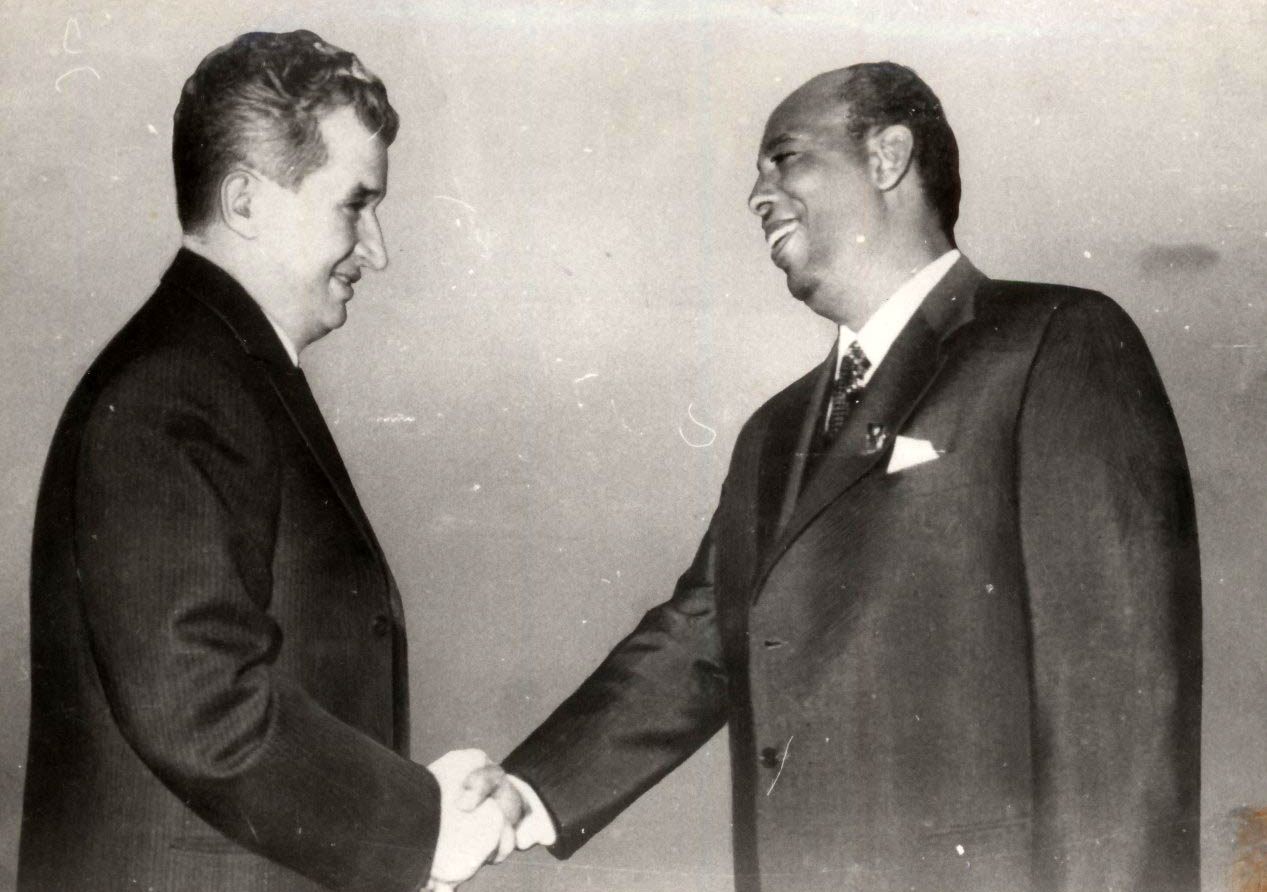
Nicolae Ceaușescu și Siad Barre în 1976

Ajutat de URSS și de junta militară cu care preluase puterea, Barre a transformat Somalia într-un stat totalitar cu un singur partid (Partidul Socialist Revoluționar Somalez), ghidându-se după doctrina marxist-leninistă și după cea a socialismului științific. Inițial, conducerea sa a fost marcată de tentative de modernizare, naționalizarea băncilor și industriilor, adoptarea unui nou alfabet pentru limba somaleză și crearea gospodăriilor agricole comune. În 1977, Barre a început războiul Ogaden împotriva Etiopiei comuniste conduse de Mengistu Haile Mariam, pentru a promova naționalismul și iredentismul somalez. Deoarece a pierdut războiul, popularitatea lui Barre a scăzut drastic, ceea ce a dus la începerea rebeliunii somaleze, organizată atât de grupări democratice anticomuniste, cât și de separatiștii din Somaliland. De asemenea, relațiile Somaliei cu Uniunea Sovietică s-au răcit, în favoarea parteneriatelor cu SUA și alte state din Occident, dar și cu Republica Socialistă România și China. 

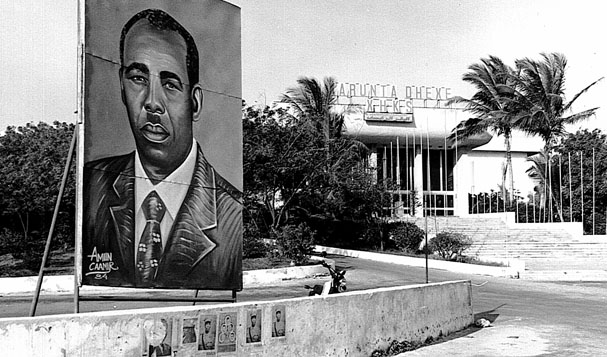
Portret de-al lui Siad Barre în Mogadishu, capitala Somaliei

Opoziția față de Barre a crescut în anii 1980, din cauza tendințelor sale din ce în ce mai dictatoriale. În 1987 statul somalez condus de Barre și de Partidul Socialist Revoluționar Somalez a început genocidul tribului Isaaq, care lupta pentru independența Somalilandului față de Somalia. Acesta a durat până în 1989, orașele Burco și Hargeisa fiind distruse aproape în totalitate. Numărul celor uciși variază între 50 de mii până la 200 de mii.
În 1991, guvernul comunist condus de Siad Barre a căzut, ceea ce a dus la izbucnirea războiului civil somalez din cauza vidului de putere. Barre s-a refugiat în Nigeria, unde a decedst 4 ani mai târziu, în 1995, în urma unui infarct miocardic.